# جووانی نیکولو
جووانی نیکولو (ایتالیایی: Giovanni Niccolò؛ ۱۵۶۰ – ۱۶ مارس ۱۶۲۶) یک نقاش و میسیونر بود. وی در سال ۱۵۸۳ از طرف انجمن عیسی به ژاپن فرستاده شد و در شیمابارا، ناگاساکی به کار تدریس نقاشی به روش غربی پرداخت. در سال ۱۶۱۴ پس از اعلام ممنوعیت مسیحیت در ژاپن از این کشور اخراج شد و به ماکائو رفت و در سال ۱۶۲۳ در همان‌جا درگذشت.